# Троттлинг
Троттлинг (от англ. throttling; динамическое изменение частоты) — механизм пропуска части машинных тактов (циклов) в цифровой электронике с целью синхронизации работы различных компонентов (например, в интерфейсе SCSI) или их защиты, в том числе процессора, от термического повреждения при перегреве.

## Механизм
Чем выше тепловая нагрузка на процессор, тем больше тактов он пропускает, таким образом, не давая температуре подняться; однако, при этом снижается производительность. В большинстве центральных процессоров Intel защита этого типа срабатывает при приближении или достижении критической температуры кристалла, Tjunction (или TJmax) до 100—105 °С. Критическая температура — это максимальная температура кристалла процессора, при которой он может работать. В спецификациях на ЦП Intel фигурирует другой параметр — Tcase (англ. case temperature «температура корпуса») — допустимая температура в интегрированном теплораспределителе (IHS) процессора. Данная температура имеет различное значение у различных моделей процессоров, в отличие от почти одинаковой Tjunction. Как правило, Tcase взаимосвязана с мощностью тепловыделения (TDP) и значением Tjunction (англ. junction «температура п/п перехода»), а также зависит от способа крепления IHS-крышки к кристаллу ЦП (пластичная теплопроводящая прослойка или пайка припоем).
Температура измеряется несколькими термодатчиками, расположенными внутри кристалла в различных его точках по площади. Температура, необходимая для начала задействования механизма защиты при нагреве ядра процессора, - примерно 100 °С (Tjmax).